# Alticorpus geoffreyi
Alticorpus geoffreyi è una specie di ciclidi haplocromini endemica del Lago Malawi, dove è ampiamente distribuita e può essere trovata a profondità tra 18–150 metri (59–492 ft), sebbene sia più comune al di sotto dei 60 metri (200 ft). La denominazione della specie rende omaggio al carcinologo, ecologo e ittiologo britannico Geoffrey Fryer (nato nel 1927), che studiò i pesci del lago Malawi, in particolare i ciclidi che si trovano nelle aree rocciose del lago.